# خيسوس سيسنيروس
خيسوس سيسنيروس (بالإسبانية: Jesús Cisneros)‏ هو لاعب كرة قدم بيروفي، ولد في 18 مارس 1978 في وانكاشو في بيرو. لعب مع أليانزا ليما وسبورت وانكايو وسيينسيانو.

## الحياة المهنية
بدأ خيسوس سيسنيروس مسيرته المهنية في موسم 2000 Torneo Descentralizado في اللعب لصالح فريق Unión Minas. ثم لعب لصالح Estudiantes de Medicina في موسم 2002م
في الموسم التالي انضم خيسوس إلى Alianza Lima غير أنه لم يبق هناك إلا لموسم واحد فقط ثم في يناير 2004 انضم سيسنيروس إلى فريق Cienciano.

## وصلات خارجية
- خيسوس سيسنيروس على موقع قاعدة بيانات كرة القدم.إي يو (الإنجليزية)
- خيسوس سيسنيروس على موقع Soccerway.com (الإنجليزية)